# Rhamphomyia tarsata
Rhamphomyia tarsata är en tvåvingeart som beskrevs av Johann Wilhelm Meigen 1822. Rhamphomyia tarsata ingår i släktet Rhamphomyia och familjen dansflugor. Arten är reproducerande i Sverige. Inga underarter finns listade i Catalogue of Life.